# Frédi és Béni: Karácsonyi harácsoló
A Frédi és Béni: Karácsonyi harácsoló (eredeti cím: A Flintstones Christmas Carol) 1994-ben bemutatott amerikai televíziós rajzfilm, amelyet Joanna Romersa rendezett. Az animációs játékfilm producerei Gordon Kent és Joanna Romersa. A forgatókönyvet Glenn Leopold írta, a zenéjét Steven Bernstein szerezte. A tévéfilm a Hanna-Barbera gyártásában készült, a Turner Program Services forgalmazásában jelent meg. Műfaja filmvígjáték.
Amerikában 1994. november 21-én mutatták be a televízióban, Magyarországon 2006. december 15-én adták ki DVD-n.

## Cselekmény
Egy újabb feldolgozása Charles Dickens Karácsonyi ének művének. Decens Károly színházi darabját adja elő Frédi, Béni és jól ismert barátai. Frédi játssza a főszerepet, Ebenézer Smucigot (Scrooge) s ettől teljesen öntelt, figyelmetlen, még családjáról is megfeledkezik: a karácsonyi ajándékokat se vette meg még, s ezért barátai és felesége nagyon mérgesek rá, de ő nem vesz észre semmit önteltségében. Ahogy a darab halad, úgy Frédi is észreveszi, mennyire elhanyagolta családját, de végül az ajándékok is meglesznek és Frédi mégis meghívja Vilma felesége édesanyját, akkor is, ha tudja, mennyire nem szereti.

## Szereplők
| Szereplő                                 | Eredeti hang     | Magyar hang     |
| ---------------------------------------- | ---------------- | --------------- |
| Kovakövi Frédi                           | Henry Corden     | Papp János      |
| Kavicsi Béni / Fezziwig                  | Frank Welker     | Mikó István     |
| Dínó / Jövő Karácsony Szelleme           | Frank Welker     | Szokol Péter    |
| Kovakövi Vilma / Múlt Karácsony Szelleme | Jean Vander Pyl  | Für Anikó       |
| Kavicsi Irma                             | B. J. Ward       | Pogány Judit    |
| Kisfiú                                   | B. J. Ward       | Szabó Máté      |
| Kovakövi Enikő                           | Russi Taylor     | Haffner Anikó   |
| Maggie                                   | Marsha Clark     | Haffner Anikó   |
| Miss Feldspar                            | Marsha Clark     | Ruttkay Laura   |
| Kavicsi Benő                             | Don Messick      | Molnár Levente  |
| Joe Rockhead                             | Don Messick      | Kajtár Róbert   |
| Decens Károly                            | John Rhys-Davies | Konrád Antal    |
| Kőkobaki úr                              | John Stephenson  | Tolnai Miklós   |
| Tufakabát                                | Rene Levant      | Faragó András   |
| Ned                                      | Will Ryan        | Damu Roland     |
| Mikulás / Jelen Karácsony Szelleme       | Brian Cummings   | Kristóf Tibor   |
| Joe                                      | N/A              | Kun Vilmos      |
| Fanni                                    | N/A              | Molnár Ilona    |
| Fezziwigné                               | N/A              | Némedi Mari     |
| Konstábler                               | N/A              | Áron László     |
| Eladó                                    | N/A              | Versényi László |
| Eladónő                                  | N/A              | Peller Mariann  |

További magyar hangok: Arany Tamás, Bartók László, Béres Anna, Béres Márk, Béres Pál, Béres Vera, Bókai Mária, Előd Botond, Flaskay György, Harmath Ilona, Holl János, Kapácsy Miklós, Kardos Gábor, Keönch Anna, Kisfalusi Lehel, Kovács Ferenc, Mesterházy Gyula, Papucsek Vilmos, Peller Mariann, Sánta Annamária, Tóth Szilvia, Várday Zoltán, Vári Attila